# Cattedrale di Trani
Il duomo di Trani, il cui nome ufficiale è Basilica cattedrale di Maria Santissima Assunta, comunemente detta di San Nicola Pellegrino, è il principale luogo di culto cattolico della città di Trani, in Puglia, chiesa madre dell'arcidiocesi di Trani-Barletta-Bisceglie e, dal 1960, basilica minore. È monumento nazionale italiano.
È uno dei più significativi esempi di architettura romanica pugliese. È stata più volte definita come "la Regina delle Cattedrali di Puglia" e costituisce anche un'apprezzatissima meta di turismo culturale. 
La sua costruzione è legata alle vicende di san Nicola Pellegrino, risalenti all'epoca della dominazione normanna.
Fu costruita usando la pietra di Trani, un materiale da costruzione tipico della zona ed estratto dalle cave della città, appartenente alle rocce sedimentarie calcarenitiche e caratterizzato da un colore roseo chiarissimo, quasi bianco.
La cattedrale si distingue da ogni altro esempio di architettura romanica pugliese prima di tutto per la sua posizione di immediata vicinanza al mare e per il risultare pienamente leggibile sui fronti esterni da tutti i lati, grazie ad una certa distanza che la separa dagli edifici circostanti; si distingue inoltre per l'imponente transetto coronato da un elaborato cornicione, per l'uso poi dell'arco a sesto acuto nel passaggio situato sotto il campanile, fenomeno non molto diffuso nell'architettura romanica, e per l'insolita presenza di quattro diversi luoghi di culto nella stessa Cattedrale, ognuno dotato della propria distinzione e compiutezza architettonica.

## Storia
La storia descrive come Nicola Pellegrino sia sbarcato a Trani nell'imminenza della morte, dopo la quale sono avvenuti svariati miracoli, sicché egli fu canonizzato per iniziativa dell'arcivescovo Bisanzio, su autorizzazione di papa Urbano II.
Iniziata nel 1099, la chiesa fu edificata sulla base di quella più vecchia di Santa Maria della Scala. Un primo edificio di culto risalente al IV secolo, come evidenziato da recenti scavi archeologici, sarebbe sorto sull'area dove è attualmente ubicata la Cattedrale. Successivamente venne costruita la chiesa di Santa Maria, all'interno della quale venne scavato un sacello per ospitare le reliquie di San Leucio, trafugate da Brindisi nell'VIII secolo. 
Le reliquie di San Nicola furono sistemate nella cripta trasversale, o soccorpo di San Nicola, posto esattamente sotto il transetto della chiesa superiore. 
La cattedrale fu consacrata nel 1143 prima ancora del completamento. La fase decisiva della costruzione si ebbe presumibilmente tra il 1159 e il 1186 sotto l'impulso del vescovo Bertrando II, mentre verso il 1200 il completamento era da considerarsi raggiunto, eccezione fatta per il campanile.

## Descrizione

### Esterno
La costruzione, importante dal punto di vista urbanistico, vanta una posizione relativamente isolata rispetto agli edifici circostanti e si trova nelle immediate vicinanze della costa, con l'effetto di creare un chiaro punto di riferimento sia a chi la guardi dalla città sia a chi la guardi dal mare.
Vi si accede tramite una doppia rampa di scale che conduce al portale, dato che il pianterreno si trova in posizione leggermente rialzata, a 5 metri dall'attuale livello stradale.

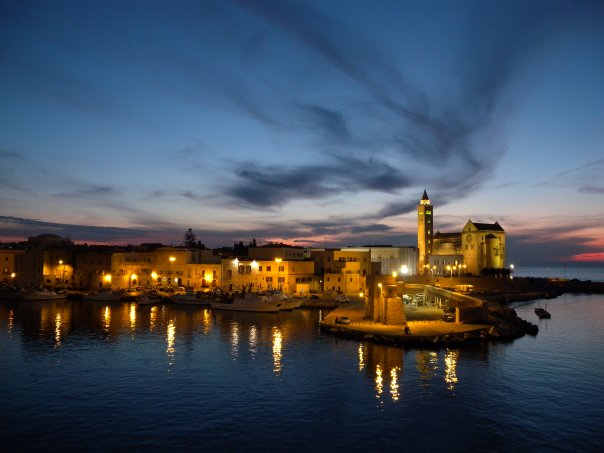
Situazione urbanistica, vista dal fortino del borgo medievale.

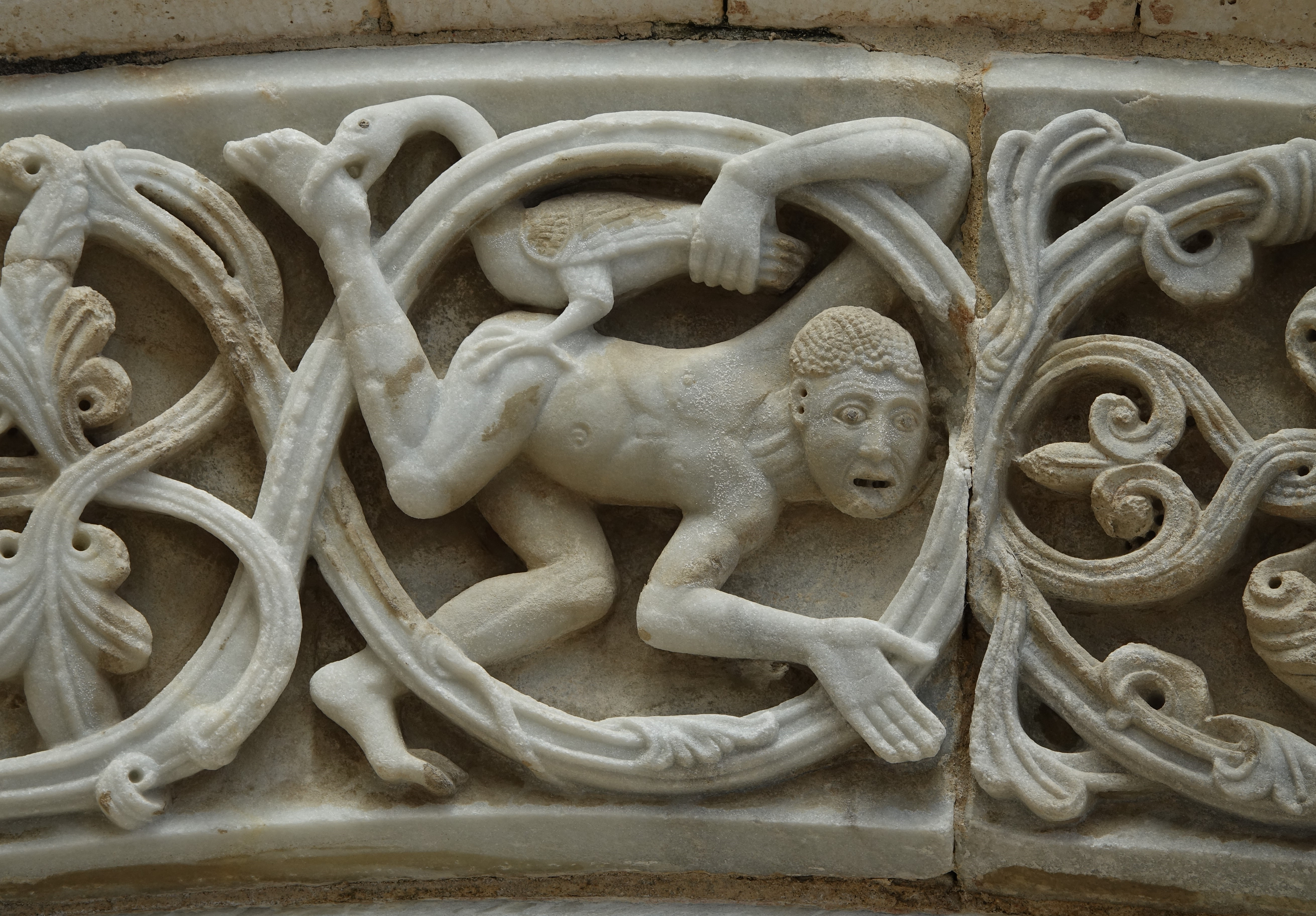
Uomo morso da un uccello, decorazione dell'archivolto del portale maggiore, ultimo quarto XII secolo. Rilievo su pietra.

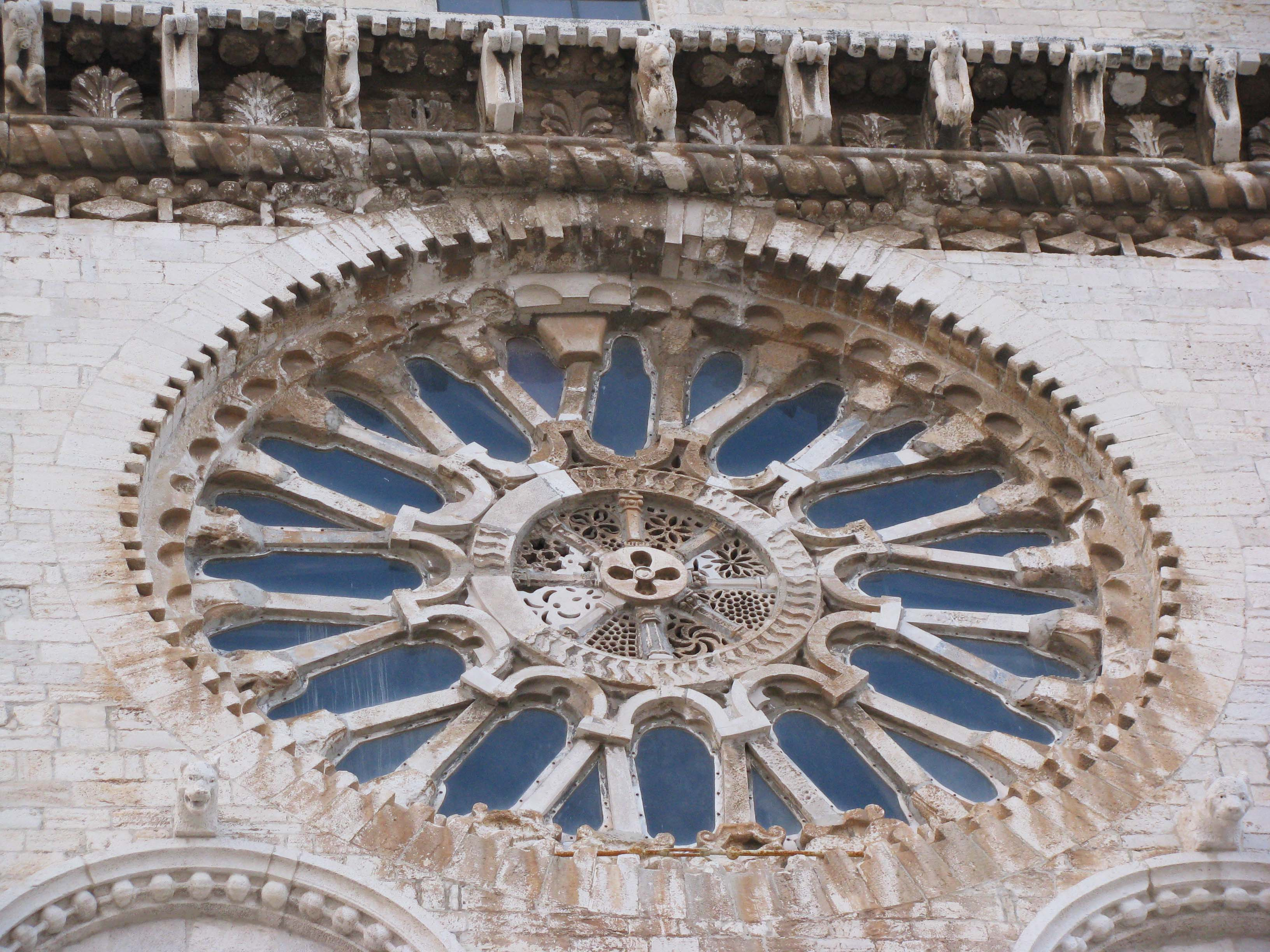
Rosone laterale

Tramite la doppia rampa si accede ad un ballatoio situato davanti alla facciata, dove al centro di un'arcata cieca si trova un portale romanico accuratamente ornato. Lo stile tradisce l'influenza architettonica araba.
La porta centrale di bronzo è opera di Barisano da Trani e fu realizzata nel 1175: si tratta peraltro di uno dei più interessanti esempi del genere nell'Italia meridionale. La porta originale è esposta all'interno dell'edificio, mentre all'esterno è stata collocata una fedele replica, inaugurata nel 2012.
Sul fronte occidentale si aprono, oltre al portale d'ingresso, anche tre finestroni ed un ampio rosone, la cui armoniosa disposizione conferisce alla facciata una elegante plasticità; le aperture sono ornate da complesse e ricercate composizioni ad intreccio con figure fito-zoomorfe. Come suggerisce la forma della facciata, la chiesa segue lo schema architettonico della basilica a tre navate. Inoltre, il fatto che l'entrata sia rialzata suggerisce l'idea della presenza di una cripta di una certa importanza. Una visita all'interno rivelerà che si tratta effettivamente di una chiesa doppia.
Dalla parte posteriore, l'edificio è invece delimitato da un massiccio transetto rivolto verso il mare e dotato di tre absidi. È questo senz'altro uno dei maggiori elementi di originalità della chiesa. Anche questa parte della costruzione è decorata da arcate cieche in stile romanico. Al di sopra di queste, le facciate laterali sono decorate, a sud da due bifore e da un rosone, e a nord da due bifore e una quadrifora.
L'elegante torre campanaria accanto alla facciata fu eretta soltanto in seguito, essenzialmente tra il 1230 e il 1239, ma il completamento, con la costruzione dei piani superiori al secondo, si ebbe poco dopo la metà del Trecento sotto il vescovo Giacomo Tura Scottini. Tipicamente romanico è l'alleggerirsi della massa procedendo verso l'alto, ottenuto con l'accorgimento architettonico delle aperture che diventano sempre più ampie salendo in alto: dalla finestra bifora si passa a quella trifora, ecc.
Sotto il campanile, un ampio arco a sesto acuto crea un effetto architettonico piuttosto insolito, dato che dematerializza sensibilmente la base su cui si scarica la massa sovrastante della torre: pare infatti che la scelta, all'epoca, di praticare un'apertura di passaggio sotto il campanile (vedi prima foto), fosse dovuta alla necessità di garantire la circolazione nella zona della piazza antistante l'edificio, che era molto diversa da oggi. Si tratta di una scelta architettonica piuttosto ardita: la torre (alta 59 m) finì del resto per diventare pericolante e fu interessata da un intervento di anastilosi (tutti i conci di pietra furono smontati e numerati, quindi rimontati pezzo per pezzo) a cura della ditta Damiano Longo, nell'ambito dell'imponente restauro degli anni cinquanta del XX secolo.

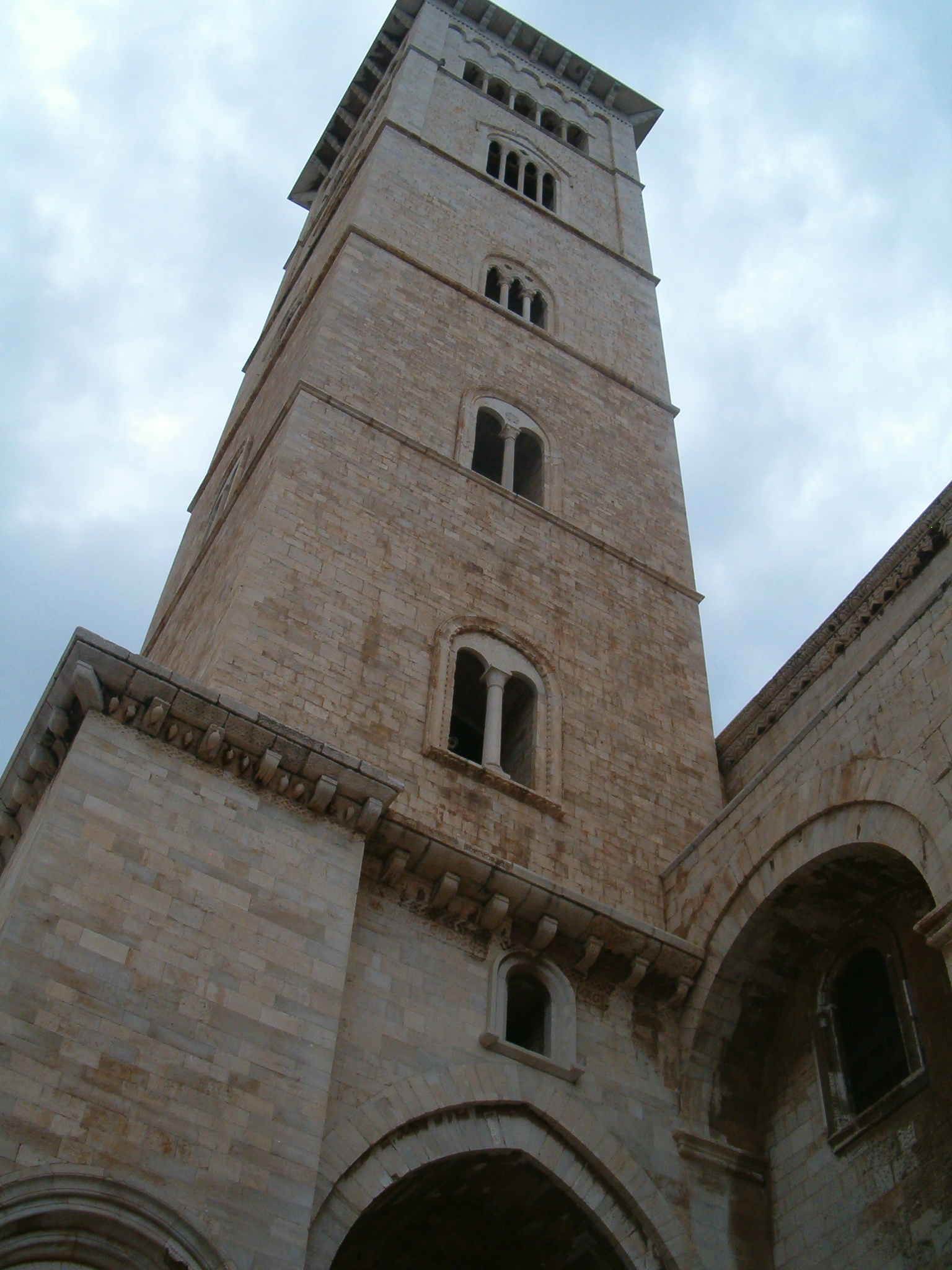
Torre campanaria
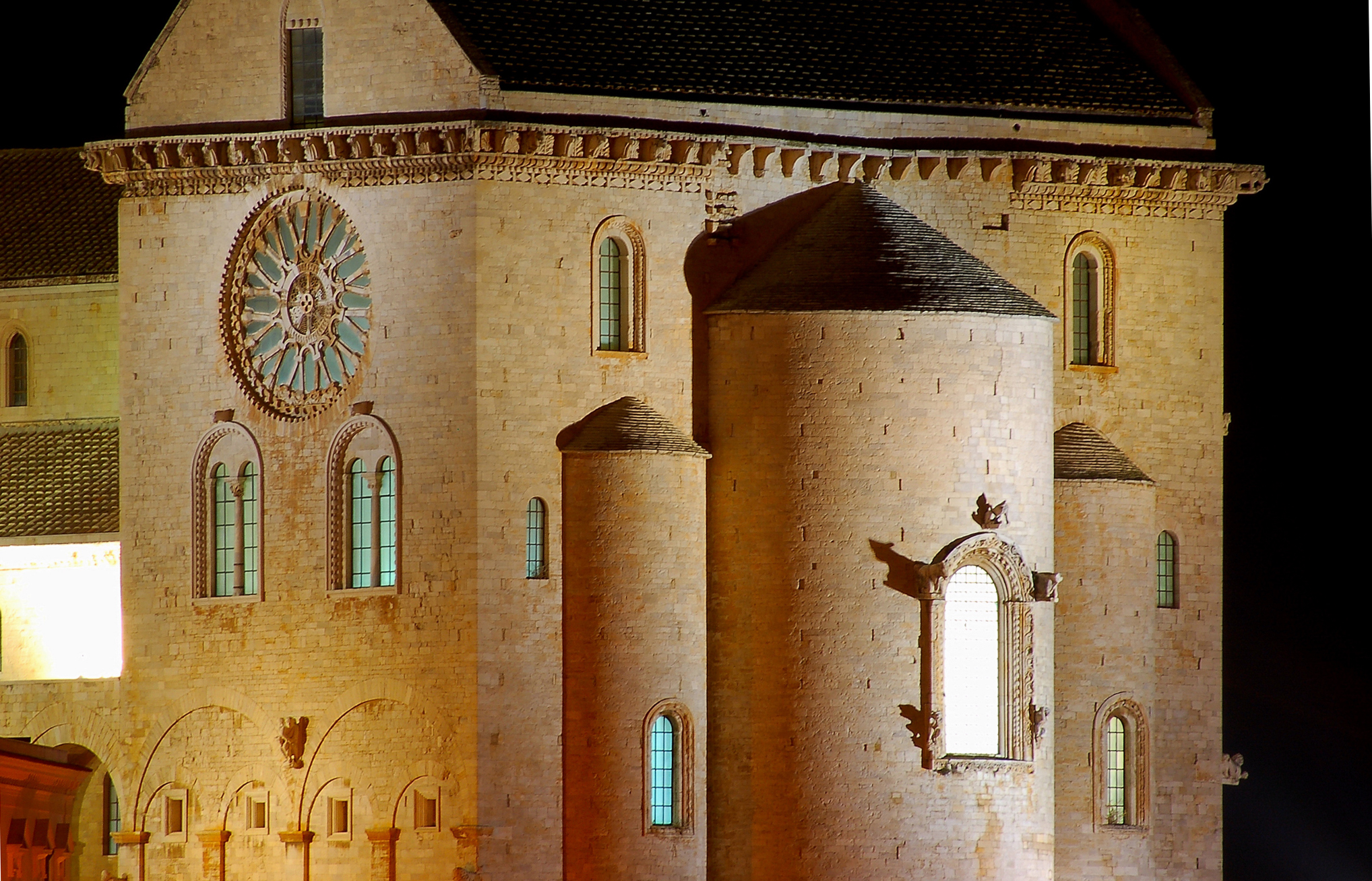
Transetto con le tre absidi
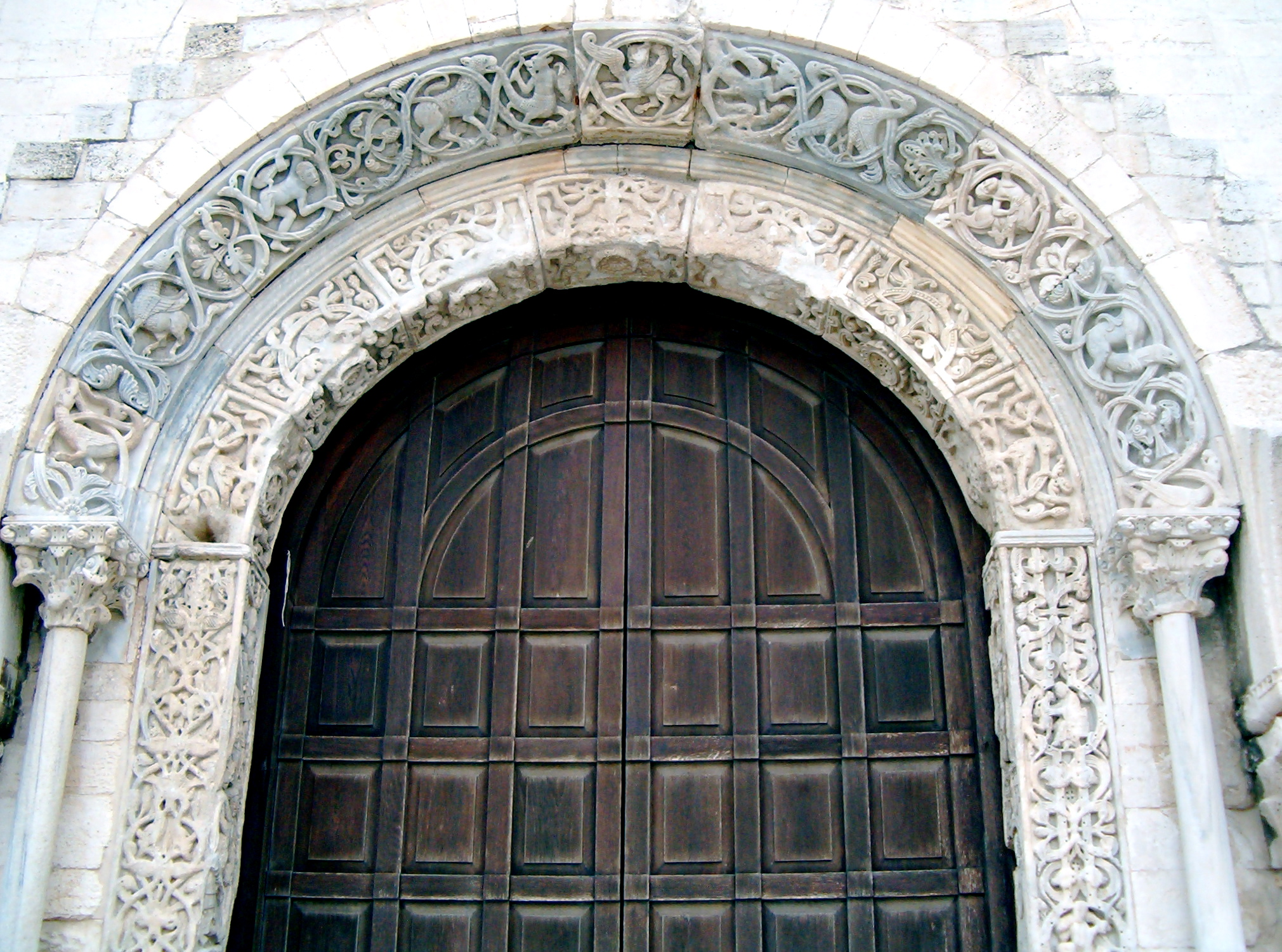
Portale
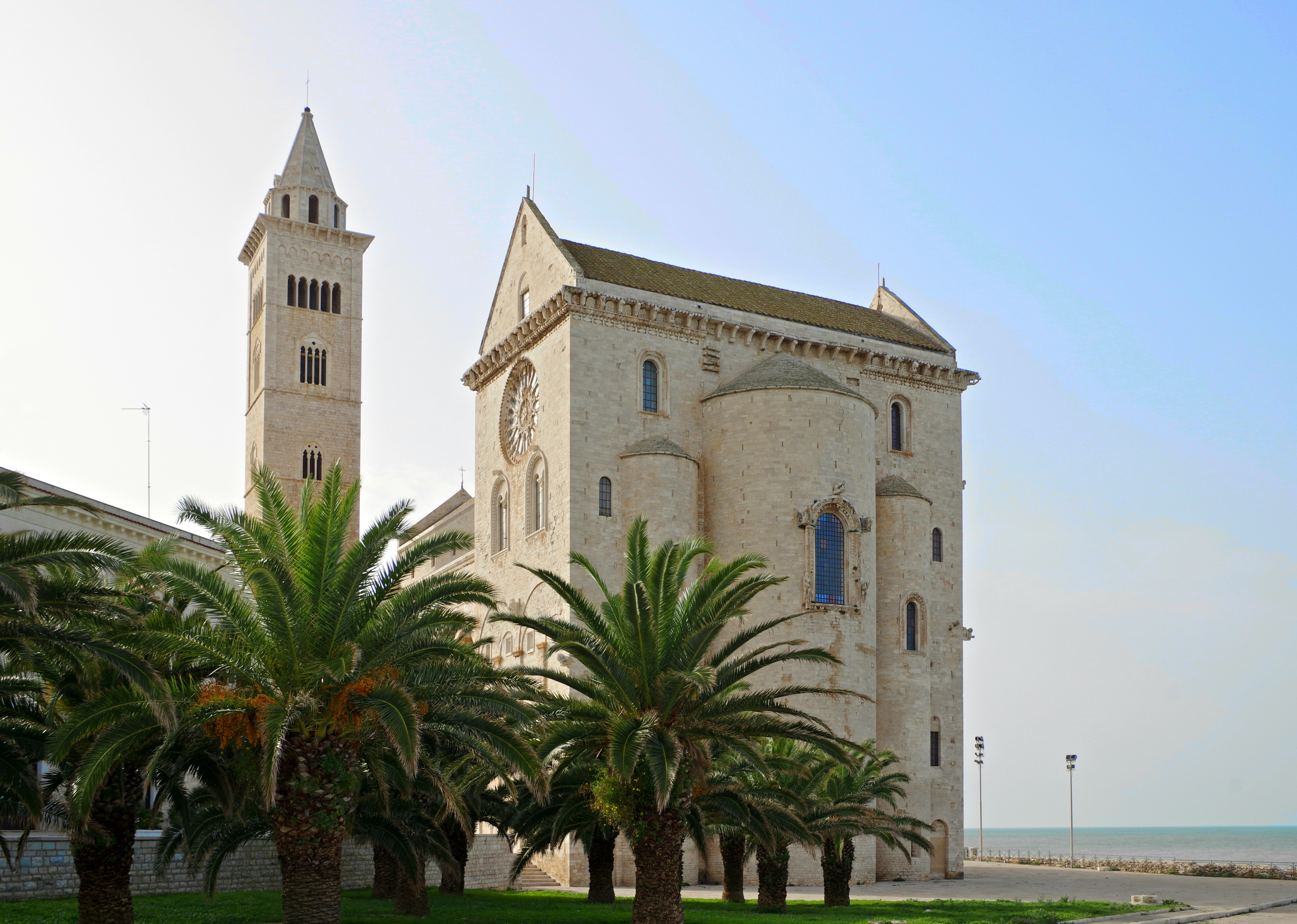
Facciata laterale con transetto
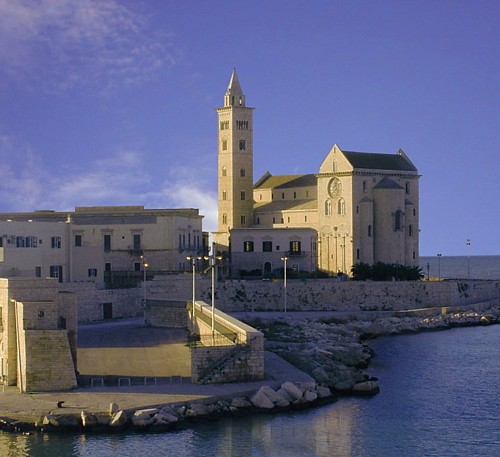
La Cattedrale

### Interno

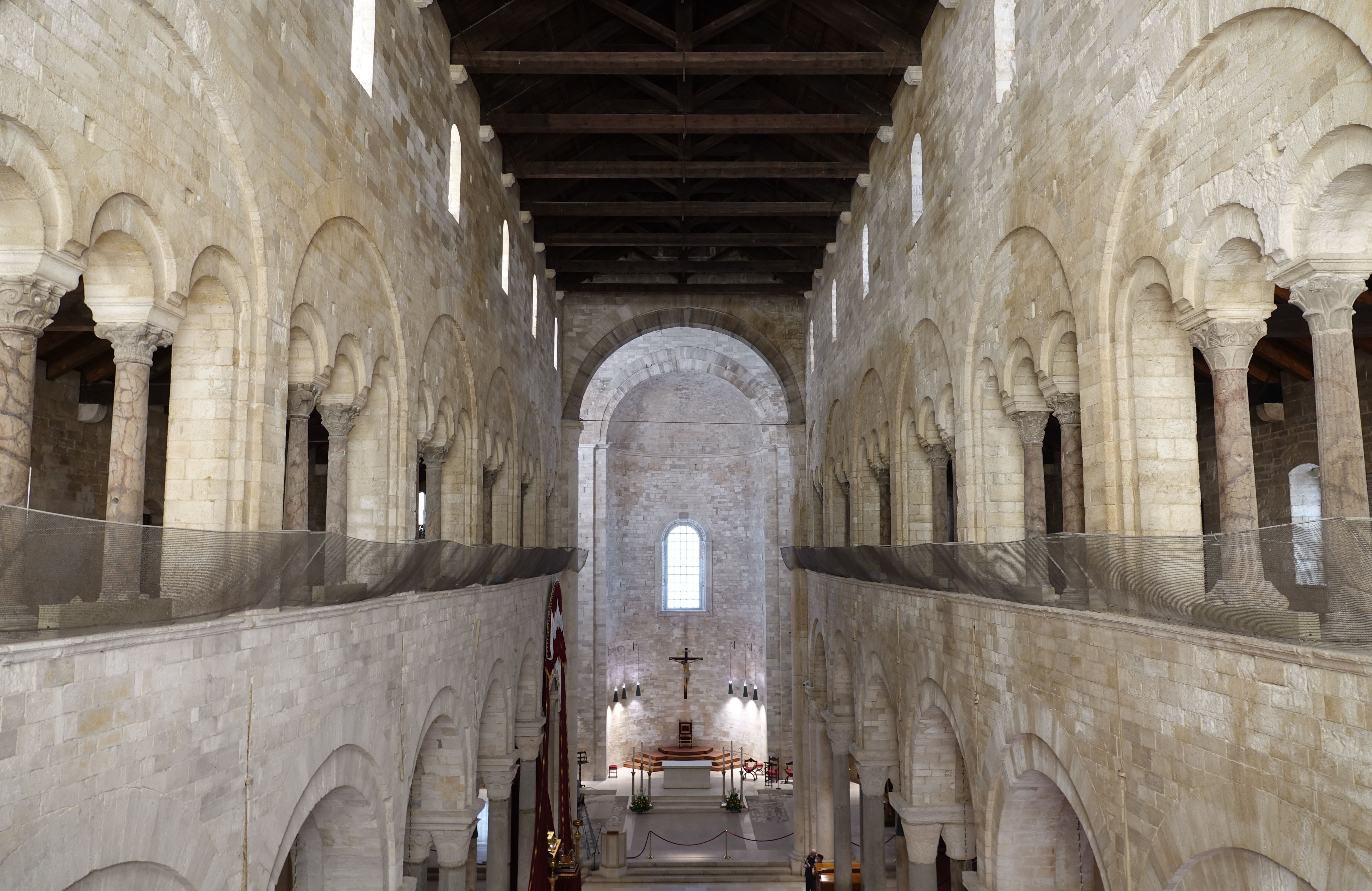
Matroneo con copertura a capriate lignee della navata centrale della chiesa superiore. Fine XI - metà XII secolo. Interno.

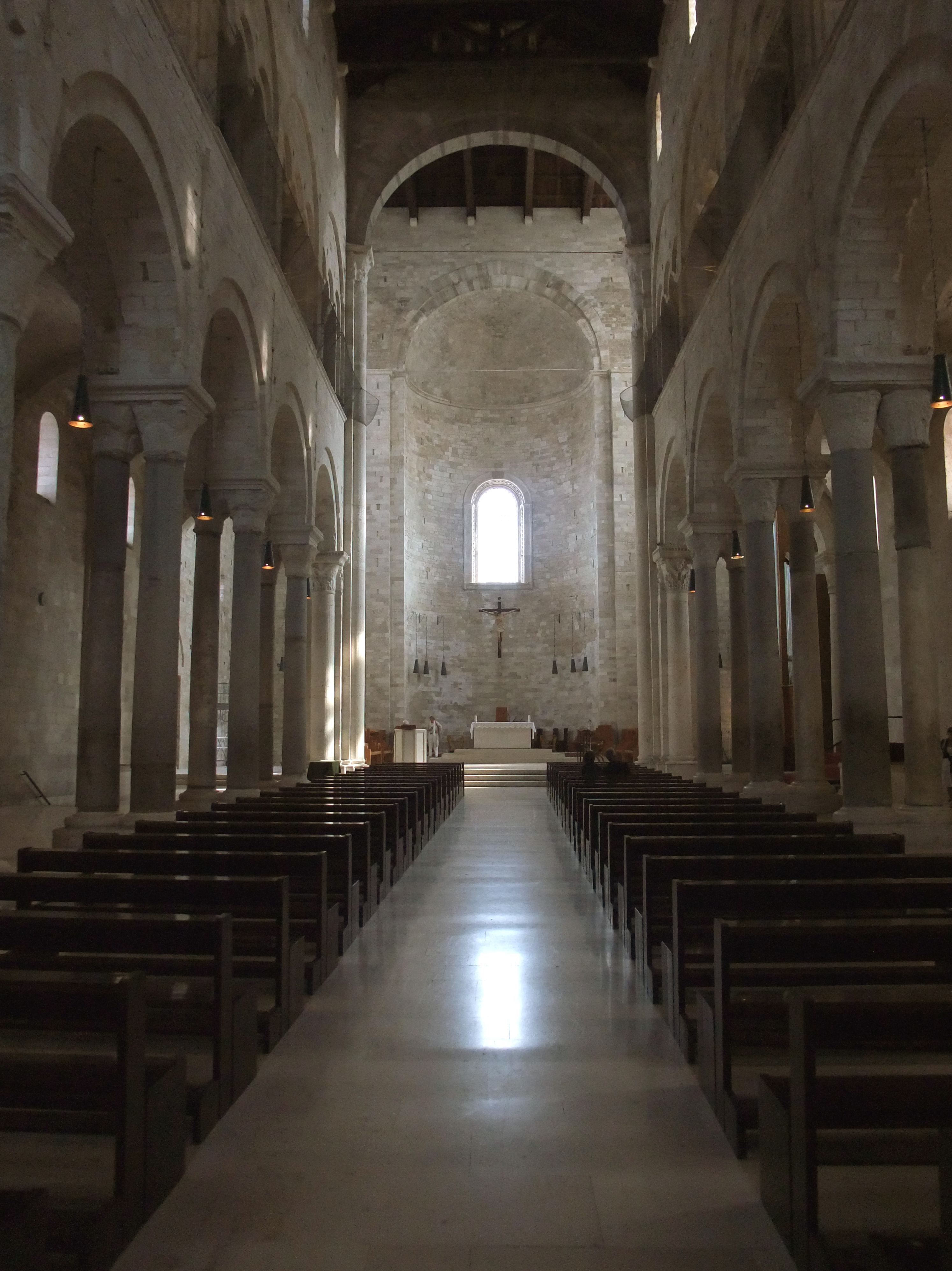
Navata centrale della chiesa superiore

La tripartizione in navate nella parte principale dell'edificio è data da colonne binate, che sorreggono i rispettivi matronei. Le due navate laterali sono ricoperte da volte a crociera, mentre quella centrale ha delle capriate a vista.
La parte posteriore della chiesa, quella del transetto, forma uno spazio unico, anche se le tre absidi riprendono la tripartizione del corpo principale. Si distingue per una vistosa copertura a capriate simile a quella della navata centrale.
Il carattere sobrio e quasi disadorno della cattedrale (un tempo molto più fastosa di oggi) è dovuto ai continui rifacimenti delle decorazioni (capitelli, volta, stucchi), compresi quelli nell'Ottocento e quelli di riparo della prima metà del XX secolo. In occasione di questi ultimi, operati tra il 1939 e il 1942 sotto la direzione di Alfredo Barbacci, si scelse di conservare gli elementi medievali e rimuovere, laddove possibile, tutte le aggiunte di epoche successive. È questo il caso, per esempio, del soffitto ligneo dipinto del transetto e della navata maggiore, rimosso per riportare a vista le capriate.
Nonostante i continui mutamenti intervenuti nel corso dei secoli, conserva in parte il suo carattere originale la parte inferiore della chiesa, che costituisce una parte essenziale dell'insieme. Suddivisa in due unità (Cripta di San Nicola, che conserva le reliquie del santo e Cripta di Santa Maria, che risale alla costruzione precedente), la parte inferiore ricalca la pianta dell'edificio e si distingue per l'eleganza dei capitelli romanici. Tramite una scaletta è possibile accedere all'ipogeo di San Leucio, scavato sotto il livello del mare e ornato di affreschi ormai in cattivo stato di conservazione.
Della pavimentazione musiva, ispirata a quella del mosaico nella cattedrale di Otranto opera di Pantaleone, rimangono solo alcuni brandelli nella zona del presbiterio, in cui, oltre a elementi decorativi, è possibile riconoscere l'allegoria dell'Ascesa in volo di Alessandro Magno e l'episodio del Peccato originale di Adamo ed Eva, rappresentati ai lati dell'Albero della conoscenza del Bene e del Male

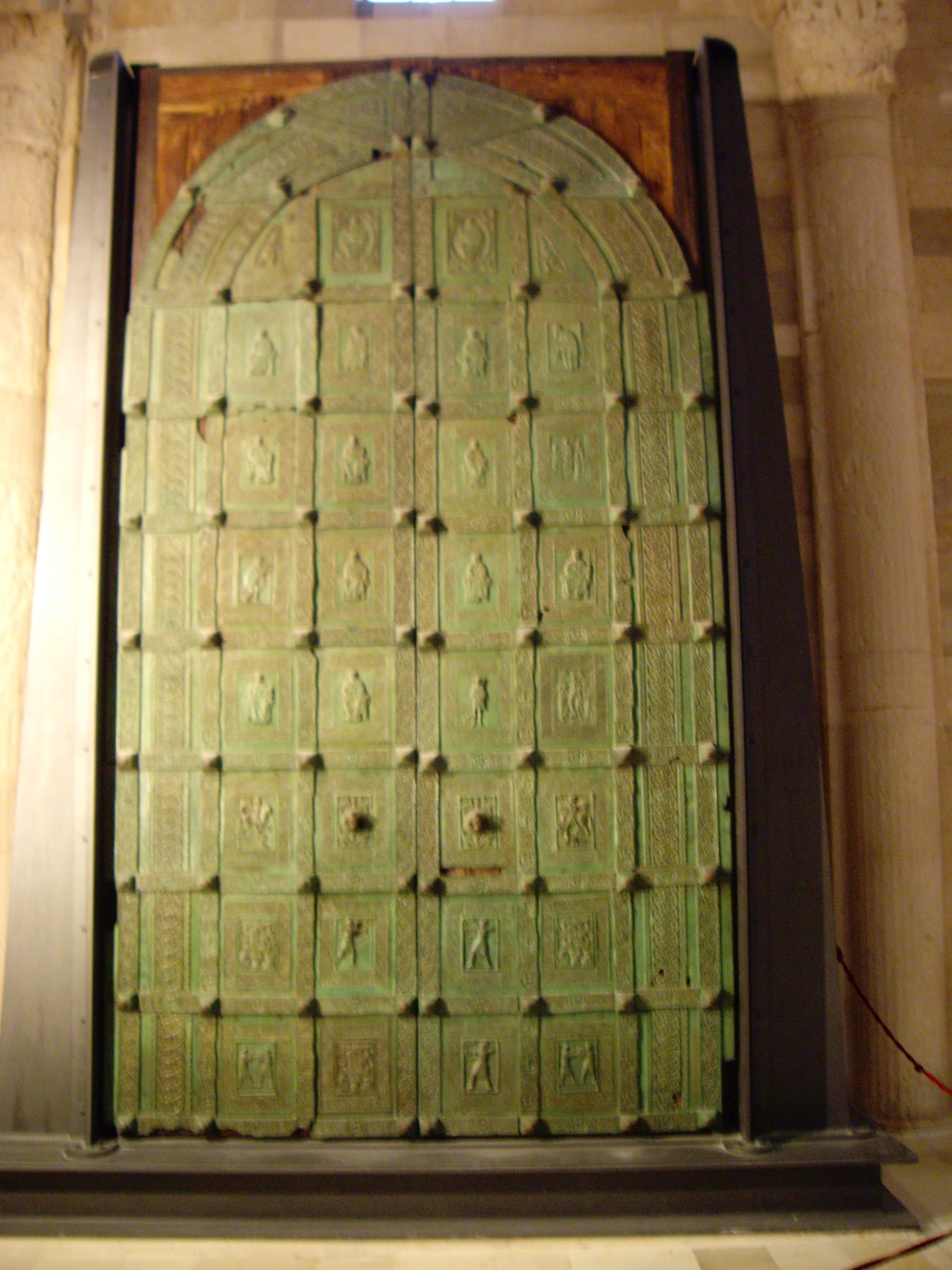
Porta bronzea di Barisano da Trani
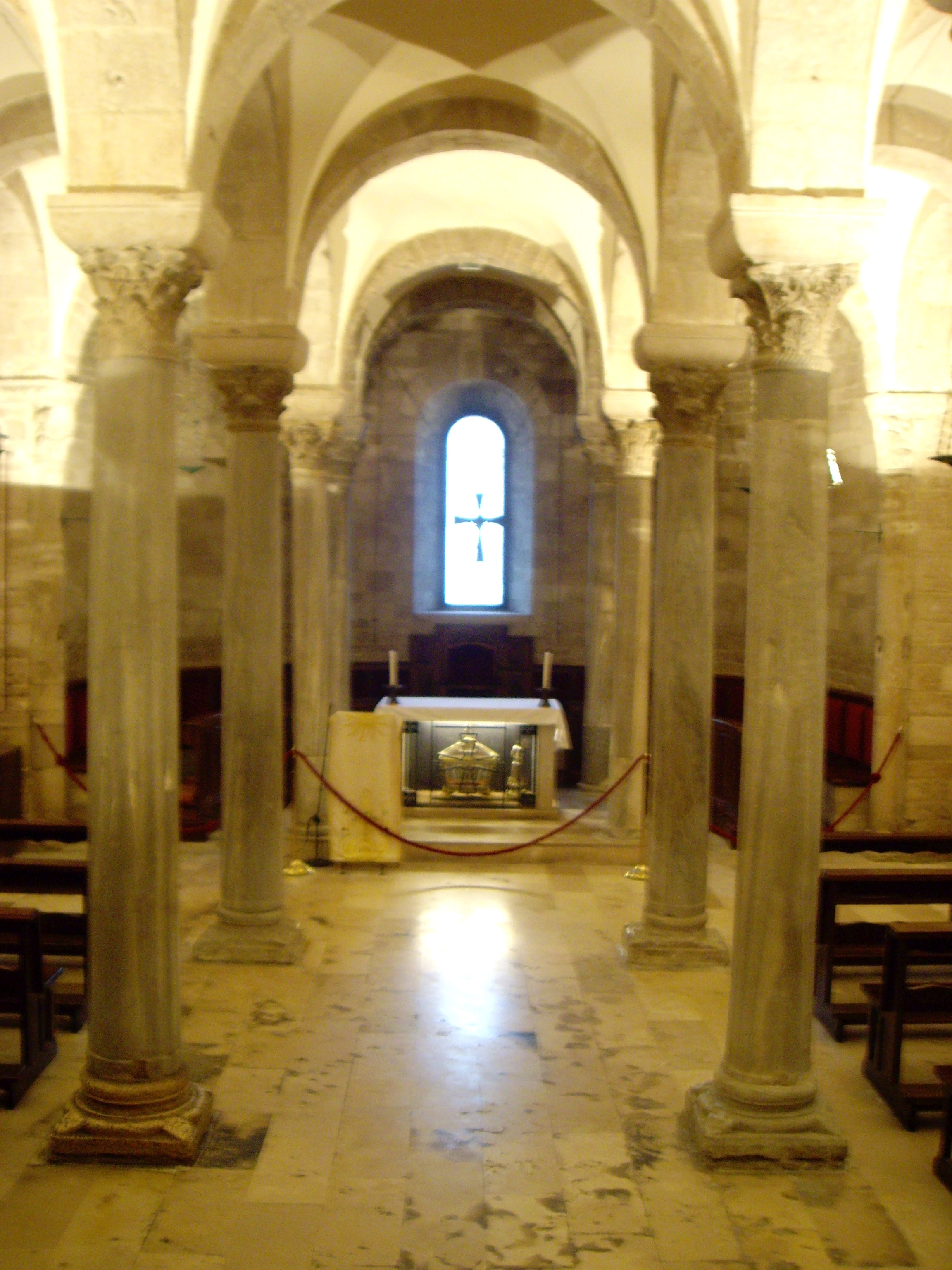
Interno della cripta San Nicola
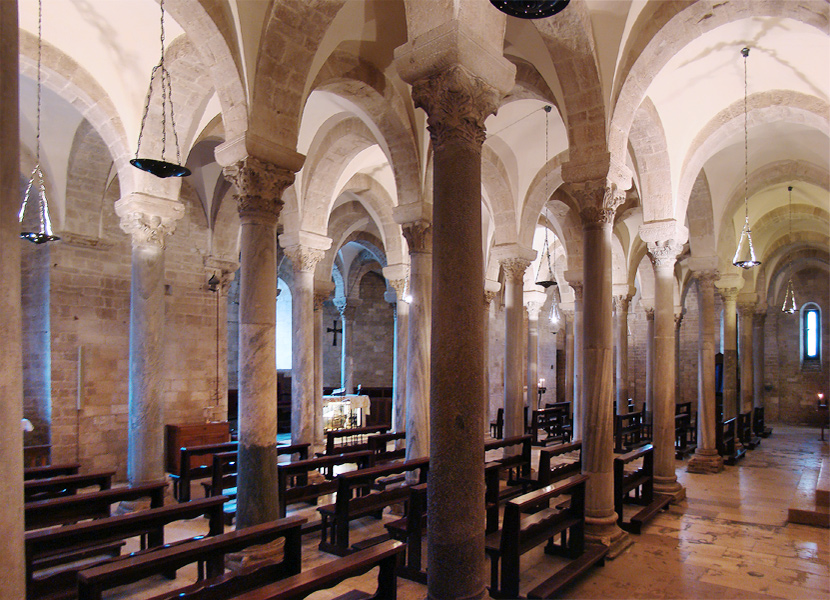
Cripta
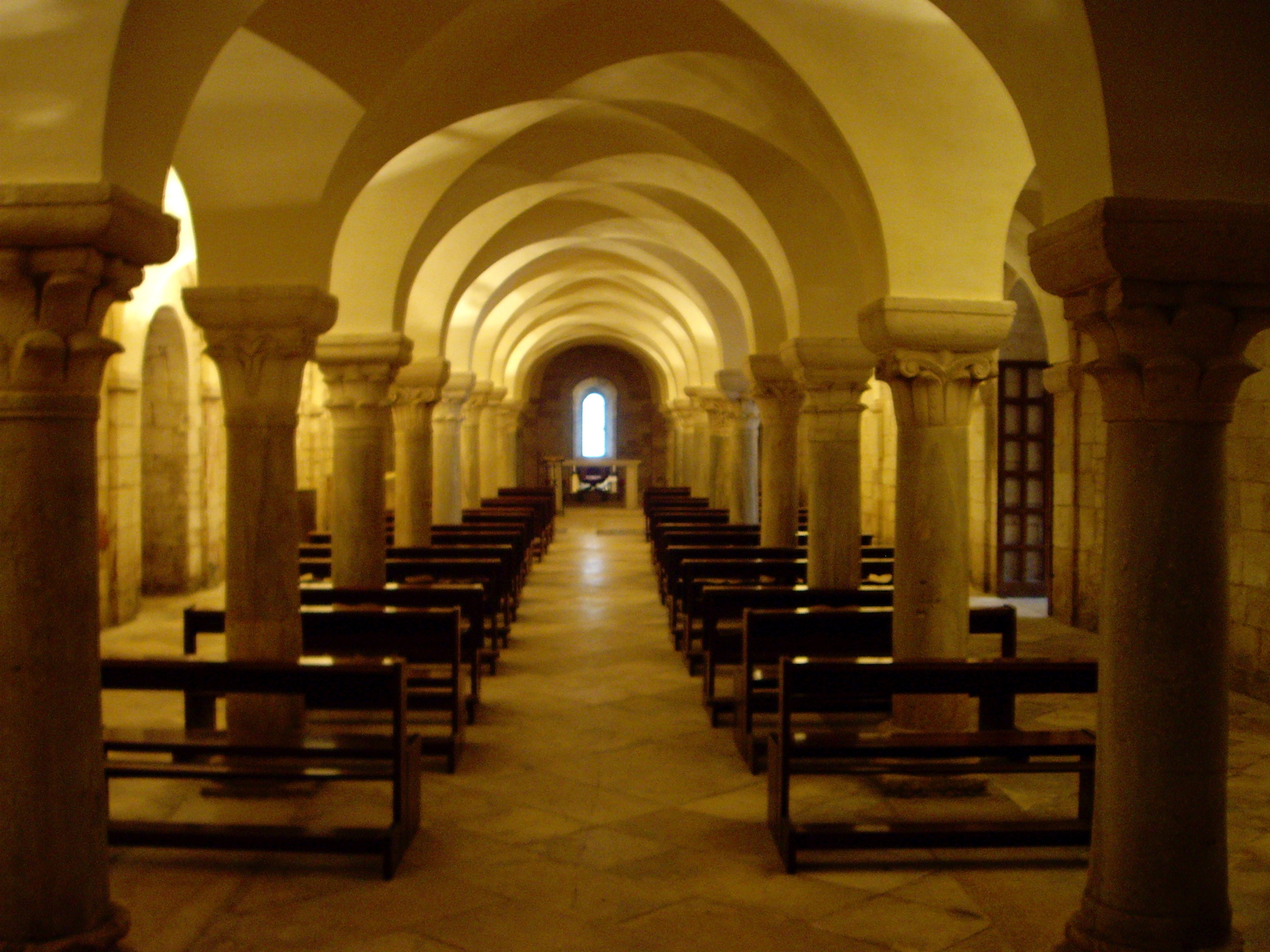
Interno di Santa Maria della scala
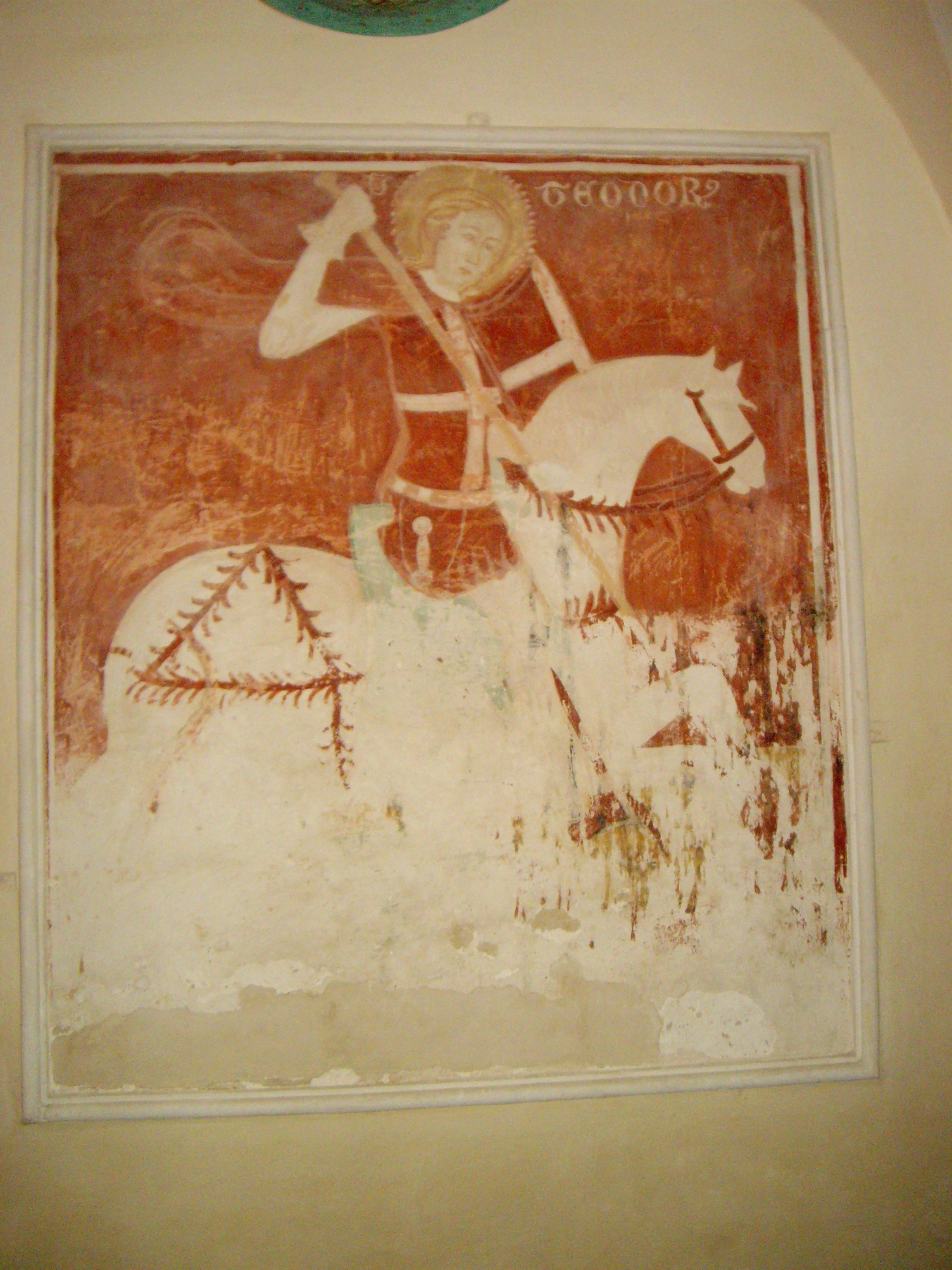
Affreschi nella cripta di Santa Maria

### Organo a canne
L'organo a canne della Basilica Cattedrale è situato nel braccio destro del transetto, a ridosso della parete di fondo; è stato costruito nel 2013-2014 da Francesco Zanin riutilizzando il materiale fonico del precedente strumento, opera dei Fratelli Ruffatti. Quest'ultimo era stato costruito nel 1962 ed era a trasmissione elettrica, con 48 registri, molti dei quali ottenuti per prolungamento e derivazione. La consolle, mobile indipendente, situata presso il corpo d'organo, aveva tre tastiere di 61 note ciascuna e pedaliera concavo-radiale di 32 note; il materiale fonico era integralmente racchiuso all'interno di una cassa lignea moderna geometrica, il cui profilo seguiva l'andamento delle canne di facciata.
Lo strumento attuale dispone di 46 registri ed è ospitato dentro una nuova cassa asimmetrica; le consolle sono due: una è a finestra, con trasmissione meccanica servoassistita elettronicamente per i registri; l'altra (quella dell'organo precedente riadattata) è mobile indipendente, con trasmissione elettronica fino al corpo d'organo; entrambe hanno tre tastiere di 58 note ciascuna e pedaliera concavo-radiale di 30 note.